# Schramm (film)
(Carl Panzram, citato all'inizio dei titoli di testa)
Schramm è un film horror del 1993 diretto da Jörg Buttgereit.

## Trama
Il serial killer Lothar Schramm giace in una pozza del suo stesso sangue. Sta morendo, e il suo passato gli scorre davanti agli occhi. Nella vita di tutti i giorni, Lothar è un tassista gentile e apparentemente inoffensivo, che però attira alcuni clienti a casa sua per ucciderli e comporne poi i corpi in pose suggestive. Ha abitualmente rapporti sessuali con una bambola gonfiabile e non disdegna pratiche masochistiche. È inoltre vittima di allucinazioni e sogni di grande violenza, incentrati sull'automutilazione. Invaghito di Marianne, prostituta sua vicina di casa, un giorno riesce ad attirarla nel suo appartamento per poi drogarla, spogliarla e masturbarsi furiosamente.